# 080 Barcelona Fashion

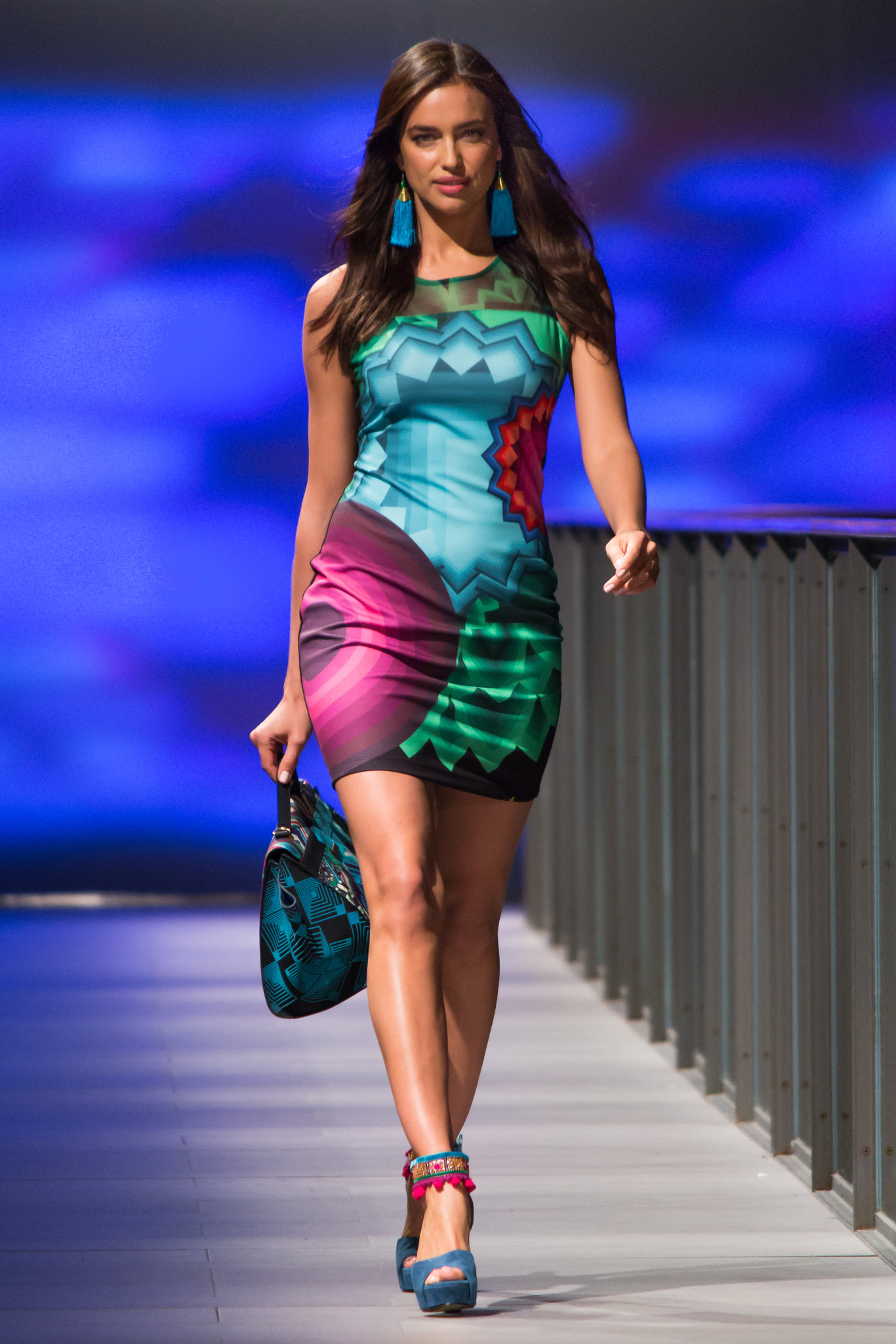
La modelo rusa Irina Shayk desfilando para Desigual en la edición de 2014.

La 080 Barcelona Fashion, también conocida como la Semana de la Moda de Barcelona es un evento de moda celebrado en la ciudad de Barcelona, España, desde 2007. Junto a la "Passarel·la Gaudí Núvies", sustituyó a la Pasarela Gaudí.
Durante las primeras ediciones, la 080 Barcelona Fashion se encontraba dentro del Pla de Dinamització de la Moda Catalana (2007-2010) impulsado por la Generalidad de Cataluña, a través de su Departamento de Innovación, Universidades y Empresa.  Este plan se propuso el objetivo de reactivar el sector textil a través de creadores independientes, comercializando sus creaciones y colecciones a nivel nacional e internacional a través de esta pasarela. En julio de 2007 se celebró la edición piloto de la 080 Barcelona Fashion. La primera edición, celebrada del 5 al 7 de marzo de 2008, contó también con la participación del Ayuntamiento de Barcelona . La 26ª edición, de 2020, fue íntegramente digital debido a la Pandemia de COVID-19.
En su edición de octubre de 2024, Louis Vuitton se convirtió en patrocinador de la pasarela.